# William Araujo
William Araujo (Rotterdam, 10 december 1983) is een Kaapverdisch-Nederlandse zanger, songwriter en muziekproducent, actief in de genres kizomba, zouk, afropop en Afrikaanse dansmuziek.
De muziek van Araujo combineert Kaapverdische ritmes met invloeden uit afropop, R&B, hiphop en dance. Hij staat bekend als een veelzijdige artiest die zelf schrijft, componeert, zingt en produceert.
Araujo trad op in verschillende Europese steden, waaronder Rotterdam. Hij stond op het podium van onder meer Villa Thalia en op festivals zoals LatinVillage. Zijn single Suleban, in samenwerking met Djodje en Dynamo, groeide uit tot een groot succes en bereikte miljoenen streams.

## Biografie

### Jeugd en achtergrond
Araujo werd geboren in Rotterdam als kind van Kaapverdische ouders. Zijn passie voor muziek ontstond op zesjarige leeftijd toen hij van een oom een gitaar en een keyboard kreeg. Hij leerde zichzelf verschillende instrumenten bespelen en begon op jonge leeftijd met het schrijven en produceren van eigen nummers.

### Begin van de carrière
In zijn tienerjaren ontwikkelde Araujo zich tot een veelzijdig artiest. Hij speelde gitaar, piano en andere instrumenten en schreef en produceerde meer dan zeventig nummers voor diverse artiesten, waaronder Grace Évora, Johnny Ramos, Nelson Freitas, Sara Tavares en Dina Medina.

### Soloalbums
In 2005 bracht Araujo zijn debuutalbum William 0-21 uit. Drie jaar later volgde Re-Quest, uitgebracht onder het label Ghetto Zouk Music. In 2013 verscheen het album Stereo-Life, dat genomineerd werd voor Beste Elektronische Album bij de Cabo Verde Music Awards. In 2016 bracht hij de EP Verão Azul uit, met samenwerkingen met onder anderen Grace Évora, Dynamo, Nelson Freitas, Broederliefde en Bollebof. In 2021 verscheen het album RED, waarop bijdragen stonden van Djodje, Dynamo, Neyna, Mito Kaskas, Elji Beatzkilla en Loony Johnson.

### Gezondheidsproblemen
Begin 2016 onderging Araujo een operatie aan zijn stembanden. Hij nam tijdelijk afstand van het podium om te herstellen en besloot na deze periode definitief te stoppen met roken.